# Gravity Rush 2
Gravity Rush 2 (conocido en Japón como Gravity Daze 2) es un videojuego de acción-aventura desarrollado por SIE Japan Studio y Project Siren, y publicado por Sony Interactive Entertainment en exclusiva para la consola PlayStation 4. Dirigido por Keiichiro Toyama, la mecánica principal del juego es la habilidad del jugador para manipular la gravedad, permitiendo movimientos únicos y la navegación. Su lanzamiento internacional se produjo en enero de 2017.

## Jugabilidad
La mecánica que controla la gravedad introducida en Gravity Rush se amplía en Gravity Rush 2. Los jugadores pueden elegir entre tres estilos de gravedad: el estilo original del primer juego, Lunar y Júpiter. Lunar será ligero y aumentará la velocidad de Kat y su capacidad para saltar más alto. Júpiter hará que Kat se sienta pesada, dando a sus ataques más impacto. Los jugadores pueden cambiar entre los estilos de gravedad mediante el panel táctil.
El director Keiichiro Toyama enfatiza la inmersión con Gravity Rush 2. Toyama dice que la clave de esto es expandir el universo y hacer que Kat y su entorno se sientan más vivos. La nueva ciudad en el juego, por ejemplo, es más animada y colorida, y Kat podrá charlar con los habitantes de la ciudad, lanzar señales de pandillas, y la gente reaccionará orgánicamente. Los ambientes serán destructibles.
Los Nevi regresan en Gravity Rush 2, junto con otros enemigos, como los soldados humanos, algunos de los cuales operan "mechs" de combate. Fellow Gravity Shifter Raven, que apareció como un antagonista durante la mayor parte del primer juego, será un aliado controlado por AI, que puede luchar con Kat durante ciertas batallas.
Como Gravity Rush 2 tiene tres veces la cantidad de misiones que su predecesor, el juego tiene entre 20 y 40 horas de duración. El mapa del juego es 2,5 veces mayor que el original.

## Trama
Los hechos narrados en este juego transcurren directamente después de los eventos de Gravity Rush, el DLC de Gravity Rush 2 titulado "El arca del tiempo: La elección de Raven"  y finalmente, lo acontecido en un anime de precuela llamado Gravity Rush: The Animation ~ Overture ~. Y por ese orden cronológico. 
Así, nos encontramos nuevamente en la ciudad de Hekseville, donde la reconstrucción está progresando después del incidente causado por el exalcalde, D'nelica. Después de que un disturbio gravitatorio se divulgue en el distrito flotante de Neu Hiraleon, Kat viaja allí con su socio que cambia de gravedad Raven, y Syd, un oficial de policía, para investigar. Después de una lucha con androides misteriosos, los tres son aspirados en un vórtice gravitatorio y transportados a un mundo diferente, junto con todo el distrito.
Los acontecimientos del juego comienzan cuando Kat y Syd llegan a la empobrecida aldea de Banga. Se unen a una chica llamada Cecie, que también llegó en circunstancias misteriosas, y trabajan para extraer el mineral de gravedad, viajando a Rift Planes para cosecharlo para venderlo al comerciante sin escrúpulos Vogo Sun. Después de evitar su intento de cambiar el pueblo, viajan a la ciudad flotante de Jirga Para Lhao para suministros. Allí, se dan cuenta de que los ricos de la ciudad están oprimiendo a sus pobres a través de la fuerza militar, y el uso de Raven, a quien se les ha lavado el cerebro para creer que se llama Night Gale. Kat lucha con Raven, liberándola y provocando un levantamiento contra el Consejo, los gobernantes usurpadores de la ciudad. La insurrección tiene éxito, restaurando el pueblo de Banga a su legítimo gobierno de Jirga Para Lhao.
Sin embargo, Neu Hiraleon aparece, habiéndose convertido en un Nevi gigante después de aterrizar en un avión de Rift, y mata al Consejo. Kat y Raven lo derrotaron y rescataron a Cecie, que estaba usando como una fuente de energía. Al hacerlo, Kat es nuevamente aspirado de vuelta a Hekseville. Allí conoce a Kali Angel, un misterioso Shifter que la reemplazó como héroe de la ciudad, y al Dr. Brahman, un brillante científico que diseñó un sistema de defensa Nevi de toda la ciudad, robótico. Brahman se convierte en alcalde a pesar del ataque de los rebeldes, pero pronto se revela que los rebeldes tienen razón, y Brahman es un loco que planea usar los poderes inducidos por el cristal de sus "hijas" secuestradas, Kali y Cecie, también conocido como Durga Angel , Para detener el tiempo en sí. Kat y Raven, que llegaron a Hekseville junto con Cecie, derrotaron a Brahman y sus hijas, matándolo a él ya Kali, y salvando la ciudad, con la ayuda de la ciudad de Jirga Para Lhao, que vino a través de una lágrima en el espacio.
En el capítulo final del juego, Kat se encuentra con una chica radiante, que le dice que el "océano oscuro" bajo la ciudad destruirá Hekseville y el mundo. Sobre el consejo de Alias, Kat y Raven viajan a la cima del Pilar Mundial, encontrando la ciudad congelada de Eto. El rey Cai le dice que es la exreina, y la clausura en el castillo, pero Kat se da cuenta de que le lavaron el cerebro y que está manteniendo a Raven prisionero. Después de luchar contra los secuaces de Nevi de Cai, Kat es rescatada por Bit Creator, y forzada a recordar su pasado. Ella se da cuenta de que Syd es Alias, y uno de sus antiguos detenidos, y que fueron traicionados por su otro recluso, Xicero, por querer salvar a la gente de abajo del oscuro océano. Sin embargo, los Creadores decidieron salvarlos, ya que fueron influidos por la bondad de Kat.
El rey Cai libera a la muchacha de un cristal, revelándola como Elektricitie, la personificación de la energía eléctrica, y expresando una intención de apresurar la muerte del mundo. La gente de Hekseville es incapaz de detenerla, pero son capaces de detenerse hasta que Kat llega y la derrota, aunque a través del sacrificio de los otros Creadores. El Rey Cai se enfurece y se fusiona con su Guardián, Wolp, en un monstruo gigante que es la manifestación del agujero negro por debajo de la ciudad. Este ser oscuro ofrece a Kat un trato para hacerla sobrevivir al final y eventual renacimiento del mundo, pero ella elige derrotarlo con la ayuda de la población y sellar el agujero negro sacrificándose. Sin embargo, un año más tarde, Kat parece hacer un retorno, mucho a la conmoción de Raven.

## Desarrollo
El trabajo en Gravity Rush 2 comenzó cuando se terminó el desarrollo de Gravity Rush. Fue anunciado el 20 de septiembre de 2013 en la Tokyo Game Show y fue originalmente conocido como 'Team Gravity Project'. Durante su presentación del Tokyo Game Show 2015, Sony presentó el juego como Gravity Rush 2. Originalmente programado para ser lanzado el 2 de diciembre de 2016, el juego se retrasó a enero de 2017 por Sony para asegurar que el juego no competiría con otros triples -Un título que se estrenará durante el período navideño.
El 3 de diciembre de 2016, se anunció que el contenido descargable libre que Sony estaba ofreciendo para compensar el retraso será "Raven's Choice", lo que permite a los jugadores jugar como el personaje secundario Raven, Otra Historia El Arca del Tiempo – Raven's Choice verá a Raven luchando por salvar a los Niños Perdidos atrapados dentro del Arca al final de la primera Rush Gravity. El 23 de marzo de 2017 se publicó "Free Raven" DLC.
Kohei Tanaka, quien trabajó en la música de Gravity Rush, volvió a componer la música de Gravity Rush 2. Un anime, titulado Gravity Rush: The Animation ~ Overture ~, fue lanzado el 26 de diciembre de 2016. Hecho por Studio Khara, sirve como un puente para llenar la brecha narrativa entre Gravity Rush y Gravity Rush 2.
El 11 de noviembre de 2016, Gravity Rush 2 fue oro. Sony anunció el traje de 2B de NieR: Automata que fue lanzado en Norteamérica de forma gratuita el 5 de mayo de 2017.
SCEI ha confirmado que el próximo 19 de enero de 2019 todos los servicios en línea del juego dejarán de funcionar por lo que por desgracia, a partir de esa fecha ya no será posible realizar búsquedas del tesoro en línea, ni desafiar a tus oponentes, por lo que se pierde la posibilidad de ganar las 6000 fichas "Dusty" con las cuales podemos desbloquear gestos, trajes o talismanes especiales para Kat. Tampoco será posible compartir las fotografías tomadas en el juego a través de las funciones del juego para conseguir fichas "Dusty".

## Recepción

### Crítica
Gravity Rush 2 recibió críticas generalmente favorables, según las calificaciones de Metacritic.
Peter Brown de GameSpot elogió cómo el juego construido mejoró a su predecesor llamándolo "más que un simple seguimiento, Gravity Rush 2 supera las expectativas". Brown señaló la variedad y el alcance del mundo y sintió que la historia se mejoró mucho al ser más consistente y atractiva. Jaz Rignall de USGamer también fue positivo con respecto a la historia, teniendo en cuenta el desarrollo del personaje, el enfoque de la luz y la diversión y la entrega estilizada para ser el elemento más fuerte de Gravity Rush 2, incluso favorablemente comparándolos con las producciones de Studio Ghibli. Whitney Reynolds de Polygon, observó la caracterización de la diversión del protagonista Kat y el entusiasmo como razones para jugar a través de las misiones secundarias opcionales. Reynolds también elogió el molde mayor general de personajes femeninos. Chris Carter, de Destructoid, consideró que las imágenes se han mejorado al haber sido desarrolladas para la PS4 en primer lugar, a diferencia de la primera Gravity Rush, conservando elementos bien recibidos de antes, incluyendo el dibujo a mano y las transiciones de cuentos "maravilloso".
Miranda Sánchez de IGN fue positiva a la gravedad cambiante juego y las nuevas adiciones a las habilidades de Kat, la progresión y su uso en las muchas actividades del juego y el combate, el último de los cuales hizo "más interesante al ofrecer opciones de creatividad con los movimientos de Kat". Sin embargo, Sánchez criticó ciertos casos de "desgraciadamente largas misiones en espacios más pequeños que hicieron que la cámara, por lo demás cooperativa, fuera un dolor". David Roberts, de GamesRadar, también elogió el movimiento basado en la gravedad en todo el mundo abierto pero fue crítico con los controles de la cámara, la particularidad en los pequeños espacios llamándolo "mal equipado para mantenerse al día". Además Roberts fue negativo hacia misiones "basadas en tierra" que contrastaban con otras secciones del juego.
A partir del 15 de febrero de 2017, Gravity Rush 2 había vendido 102.630 copias en Japón.
Gravity Rush 2 ha sido considerado por los jugadores como una de las mejores exclusivas de Playstation 4, y con el paso del tiempo se ha considerado como un videojuego de culto.